# Тюхтин, Виктор Степанович
Виктор Степанович Тюхтин (1923—1988) — советский философ, доктор философских наук, профессор.
Со школьной скамьи ушёл на фронт. После завершения ВОВ окончил философский факультет МГУ, там же — аспирантуру.
После защиты канд. диссертации в 1957 г. был помощником (ассистентом), затем старшим преподавателем кафедры диалектического материализма МФТИ.
С 1961 г. трудился в Институте философии АН СССР, где с 1977 года возглавлял сектор материалистической диалектики.
Тема докторской диссертации: «Проблемы теории отражения : в свете системного подхода и кибернетики» (1970).
Исследовал вопросы образа, отражения, системного подхода и кибернетики. Проводил параллель между образом и моделью

## Основные труды
- Проблема образа (О природе психического отражения) — М., 1962. Автореф. канд. дис
- О природе образа. М.: Высшая школа, 1963. — 124 с. Тираж — 8 тыс. экз.
- Отражение, системы, кибернетика: теория отражения в свете кибернетики и системного подхода. М., 1972. 256 с.
- Содержание и форма в искусстве / В. С. Тюхтин, Ю. Ф. Ларкин. — М. : Знание, 1984. — 64 с.; 16 см. — (Новое в жизни, науке, технике).
- Теория автоматического опознавания и гносеология / АН СССР. Ин-т философии. — Москва : Наука, 1976. — 190 с. : ил.
- Диалектика познания сложных систем / [В. С. Тюхтин, В. В. Бородкин, А. М. Дорожкин и др. ; под ред. В. С. Тюхтина]. — Москва : Мысль, 1988. — 316, [1] с.; 22 см; ISBN 5-244-00011-X : 6500 экз.
- Система. Симметрия. Гармония / [проф. В. С. Тюхтин, Ю. А. Урманцев, к. б. н., биофизик Ю. С. Ларин и др. ; под ред. В. С. Тюхтина, Ю. А. Урманцева]. — Москва : Мысль, 1988. — 318 с. : ил.; 20 см; ISBN 5-244-00190-6
- Философские проблемы современного естествознания : [Учеб. пособие по спецкурсу для филос., физ. фак. ун-тов и пед. вузов] / В. С. Готт, В. С. Тюхтин, Э. М. Чудинов ; Под ред. В. С. Готта. — Москва : Высш. школа, 1974. — 264 с.; 21 см.

редакторская деятельность
В. С. Тюхтин уделял внимание и редакторской деятельности. При его участии, в частности, была выпущена книга
- Гиг ван Дж. Прикладная общая теория систем. В 2-х кн. Пер. с англ. под ред. к.ф.-м.н. Б. Г. Сушкова и д-ра философ. наук В. С. Тюхтина. М.: Мир, 1981 г. Кн. 1. 336 с. и Кн. 2. 733 с.